# HD 182635
HD 182635，又名BD+36 3539，SAO 68258、HR 7376，是一颗恒星，视星等为6.36，位于銀經69.04，銀緯9.74，其B1900.0坐标为赤經19h 20m 30.7s，赤緯+36° 9.74′ 15″。